# Palazzo Braschi
Palazzo Braschi è un palazzo di Roma, sito nel R. VI Parione, compreso tra piazza San Pantaleo, via San Pantaleo, via della Cuccagna, via di Pasquino e piazza Navona.
Dal 1952 ospita il museo di Roma a Palazzo Braschi.

## Storia
Per volere di papa Pio VI (nato Giannangelo Braschi), nel 1791 fu demolito il vecchio Palazzo Orsini a Pasquino e su committenza del principe Luigi Braschi-Onesti, nipote del pontefice, fu eretto un nuovo edificio progettato dall'architetto imolese Cosimo Morelli. I lavori si interruppero nel 1798 a causa della morte del papa e ripresero nel 1802, concludendosi due anni dopo. Il palazzo rappresenta uno degli ultimi esempi del nepotismo pontificio: per la costruzione, infatti, furono impiegati anche fondi provenienti dalla Chiesa e da un lascito testamentario in favore di Pio VI sottoscritto dal ricco patrizio romano Amanzio Lepri, della cui validità si dubitò tanto che i Lepri e i Braschi entrarono in una lunga contesa legale, conclusasi con un concordato sancito anche dal matrimonio tra Anna Curti Lepri, pronipote del marchese Amanzio, e il duca Pio Braschi Onesti, pronipote del papa.

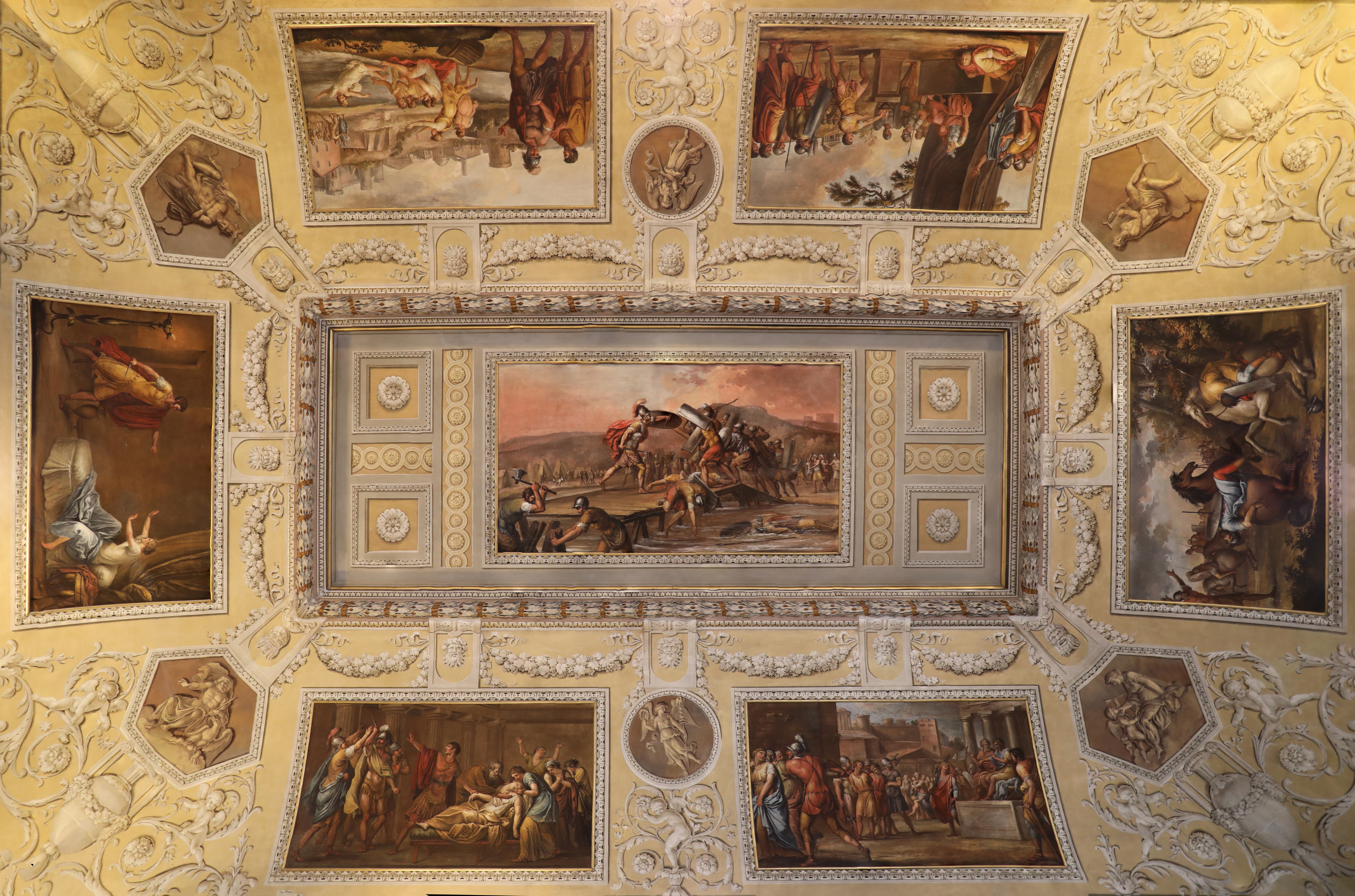
Sala delle Storie romane, con al centro Orazio Coclite sul ponte Sublicio

Durante l'occupazione francese, numerose opere d'arte vennero spedite in Francia nel contesto delle spoliazioni napoleoniche; la maggior parte non fece più ritorno. Secondo il catalogo pubblicato nel Bulletin de la Société de l'art français del 1936, le opere che vi erano conservate fino a prima del periodo napoleonico e che non vennero restituite sono:
- Ritratto equestre dell'ambasciatore di Spagna, Antoon van Dyck, portata al Musée Napoleon, oggi Louvre
- Uomo seduto ai piedi di un albero, Frans Viruly, portata al Musée Napoleon, oggi Museo del Louvre, e poi andata persa durante i recuperi del Canova
- Venditori cacciati dal tempio, Bartolomeo Manfredi, portata al Musée Napoleon, oggi Museo del Louvre, e poi andata persa durante i recuperi del Canova
- Vergine, Gesù e san Giovanni Battista, Giulio Romano, portata al Musée Napoleon, oggi Museo del Louvre
- San Francesco, Francesco Albani, portata al Musée Napoleon, oggi Museo del Louvre
- Vergine e Gesu, Bernardino Fasolo, portata al Musée Napoleon, oggi Museo del Louvre
- Madonna di Loreto, Raffaello Sanzio (copia), portata al Musée Napoleon, oggi Museo del Louvre
- Cena in Emmaus, Bernardo Strozzi, oggi al Museo di Grenoble
- San Sebastiano, l'Orbetto, oggi al Musée des Beaux-Arts di Bordeaux

Nel 1871 i Braschi vendettero il palazzo al Regno d'Italia. Il palazzo fu così adibito a sede del Ministero dell'interno (e di conseguenza del Presidente del Consiglio, che quasi sempre rivestiva anche quella carica). Nel 1895 di fronte al palazzo, in piazza di San Pantaleo, fu inaugurato un monumento a Marco Minghetti, che era stato il primo ministro dell'interno del regno, oltreché due volte Presidente del Consiglio.

Facciata di Palazzo Braschi, sede della federazione fascista di Roma, durante la campagna per le elezioni del 1934.

Dopo l'avvento del fascismo, nel 1923 il Ministero dell'interno fu trasferito nel Palazzo del Viminale appena inaugurato, la cui apposita costruzione era stata avviata anni prima. Palazzo Braschi divenne quindi sede di varie istituzioni del regime (in particolare la Federazione provinciale del PNF) e ospitò provvisoriamente la Madonna del fascio, mosaico poi trasferito a Predappio.
Dopo la caduta del fascismo e prima della liberazione di Roma, il palazzo divenne sede del Partito Fascista Repubblicano e ospitò il quartier generale della Guardia Armata di Palazzo Braschi, una delle bande di repressione dell'epoca.
Dalla fine della guerra fino al 1949 il palazzo fu abbandonato e occupato da senzatetto e sfollati: furono danneggiati affreschi e trafugati beni. Nel 1952 il palazzo divenne sede del Museo di Roma, ospitato in precedenza nell'ex Pastificio Pantanella. In questa occasione la proprietà dell'immobile passò dallo Stato al Comune di Roma.
Chiuso a causa di gravi danneggiamenti nel 1987, è stato riaperto parzialmente nel corso degli anni 2000 e 2010, principalmente in occasione di apposite mostre, mentre è stato riaperto completamente nel 2017.

## Descrizione

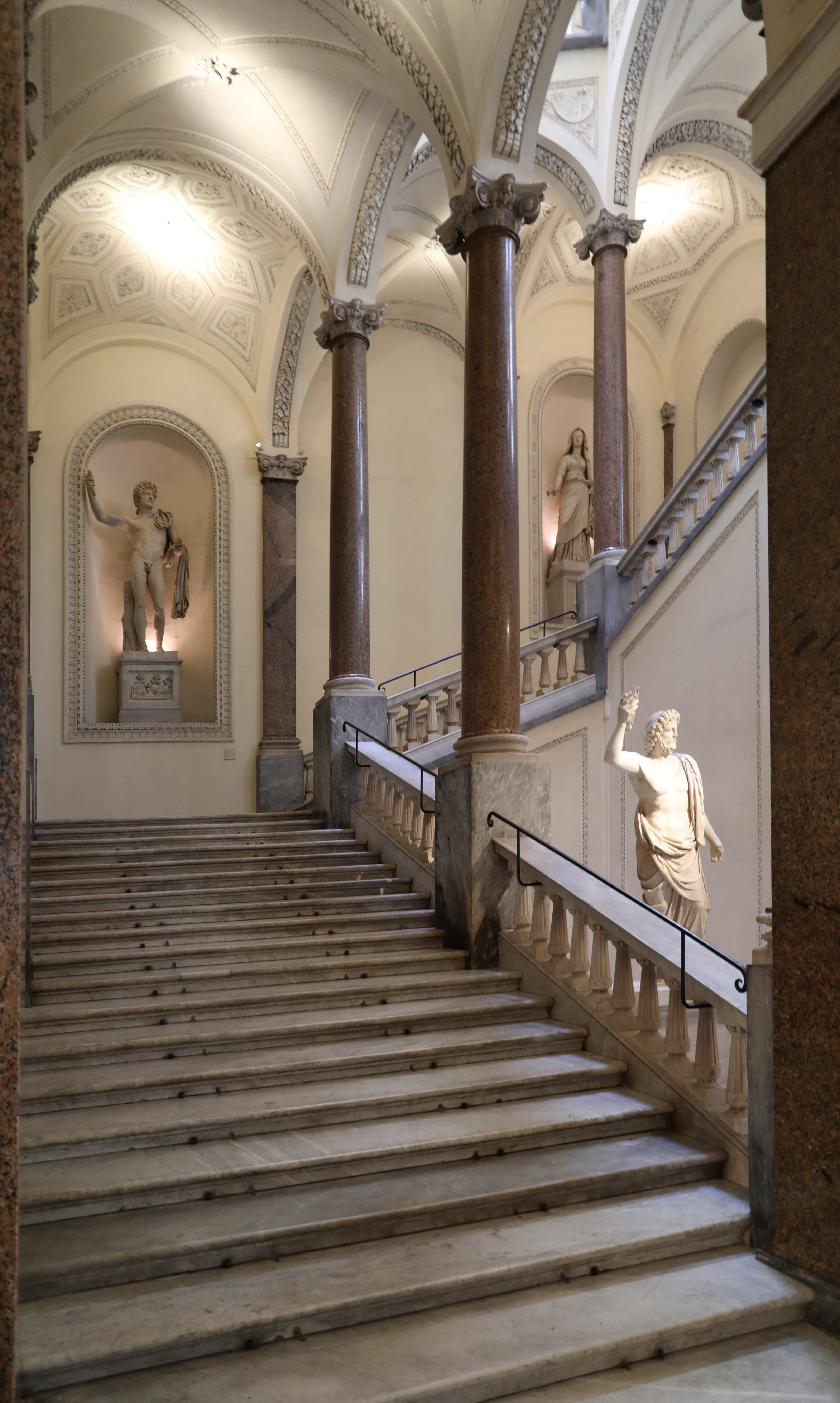
Lo scalone monumentale, realizzato da Cosimo Morelli forse su disegno del Valadier, 1804

Il palazzo si sviluppa tra piazza di San Pantaleo, via di San Pantaleo, via della Cuccagna, via di Pasquino e piazza Navona ed è accessibile da piazza di San Pantaleo e piazza Navona.
Articolato su 3 piani, di cui uno seminterrato, a cui si aggiungono il mezzanino e il sottotetto, è di particolare rilevanza lo scalone d'onore, decorato con sculture e bassorilievi realizzati dal forlivese Luigi Acquisti e ispirati all'Iliade greca, e rivisto da Giuseppe Valadier.
Il posizionamento di Palazzo Braschi è di particolare interesse innanzitutto perché è sito in una delle zone più antiche di Roma e inoltre perché volge uno dei suoi fronti verso l'antico stadio di Domiziano. Si tratta di un palazzo barocco-neoclassico di forma trapezoidale, di cui il lato di dimensioni maggiori si affaccia direttamente su Piazza Navona, il lato minore volge il suo fronte su piazza San Pantaleo, dov'è l'ingresso principale, piazza che si dirama da Corso Vittorio Emanuele II presso il Museo Barracco. All'interno vi è un cortile quadrangolare, da cui ci si immette nel museo (ove si accede dalla scalinata barocca) e nella sala convegni, a sinistra, nella collezione di carrozze d'epoca, a destra, e nella libreria, dritto, davanti all'ingresso principale. Il palazzo si compone di due piani, oltre il pianterreno e del sottotetto.

### Principale
- Carlo Pietrangeli, Palazzo Braschi, Roma, 1958.
- Carlo Pietrangeli e Armando Ravaglioli, Palazzo Braschi e il suo ambiente, Roma, 1967.
- Emiliana Ricci, Palazzo Braschi. Storia ed architettura di un edificio settecentesco, Roma, Palombi Editori, 1989.
- Lucia Funari (a cura di), Palazzo Braschi. Immagini di un restauro, Roma, Kappa Edizioni, 2002, ISBN 978-88-7890-443-9.
- Anita Margiotta e Maria Grazia Massafra, Un percorso fotografico a Palazzo Braschi 1870-1987, Gangemi Editore, 2002, ISBN 8-849-20253-9.

### Approfondimento

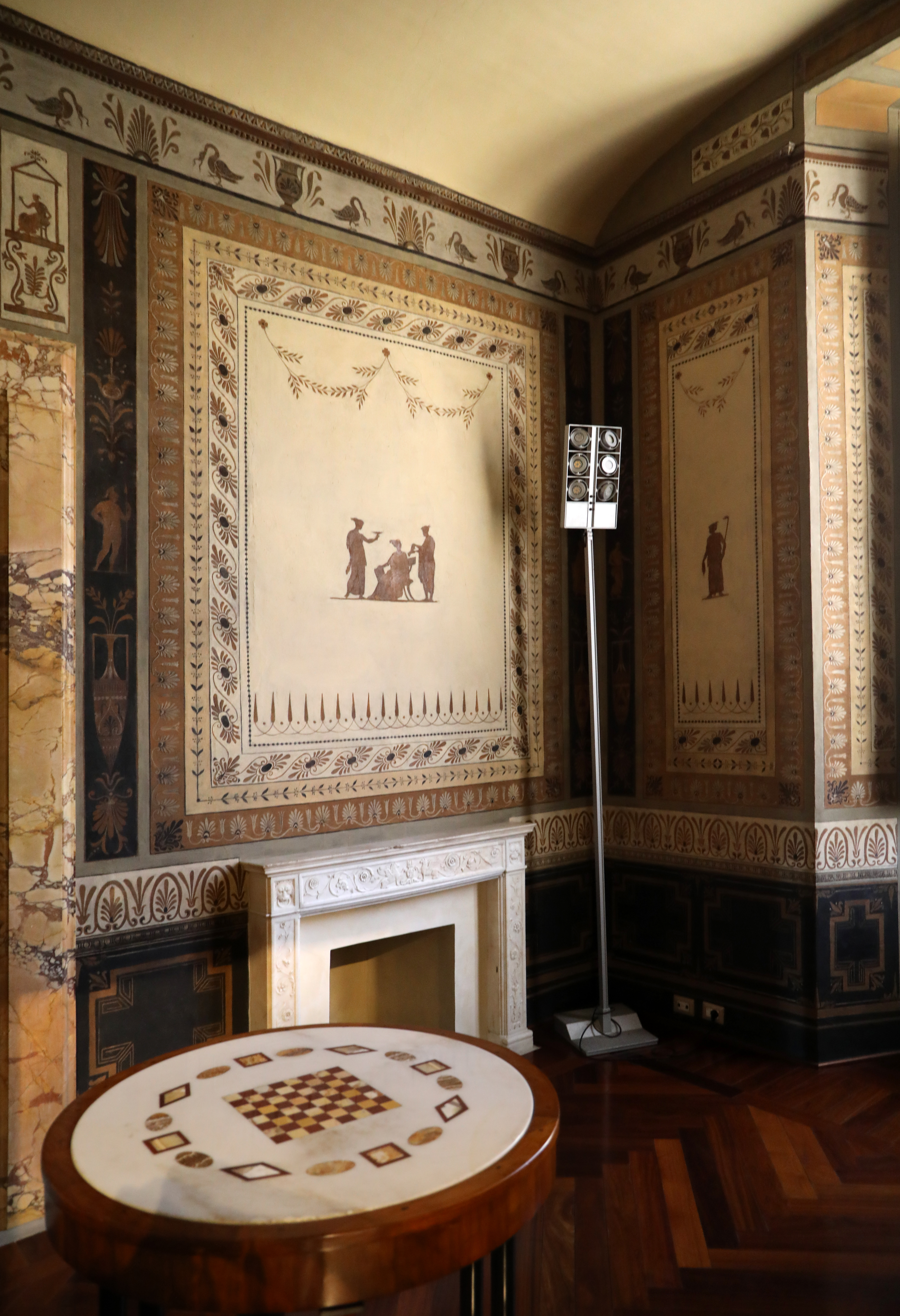
La Sala Etrusca (studiolo), uno degli ambienti del piano nobile

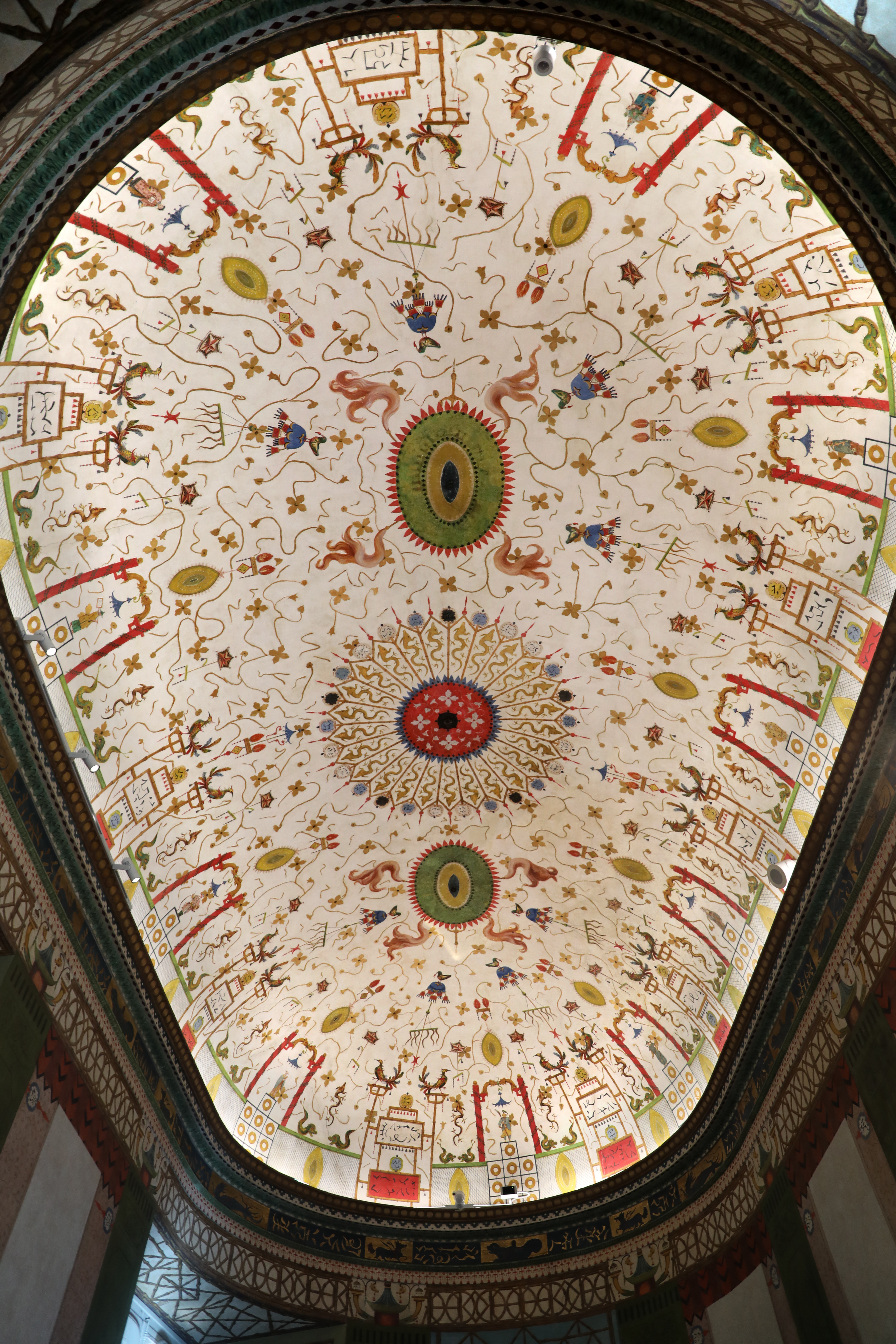
Volta della Sala Cinese, 1850 circa

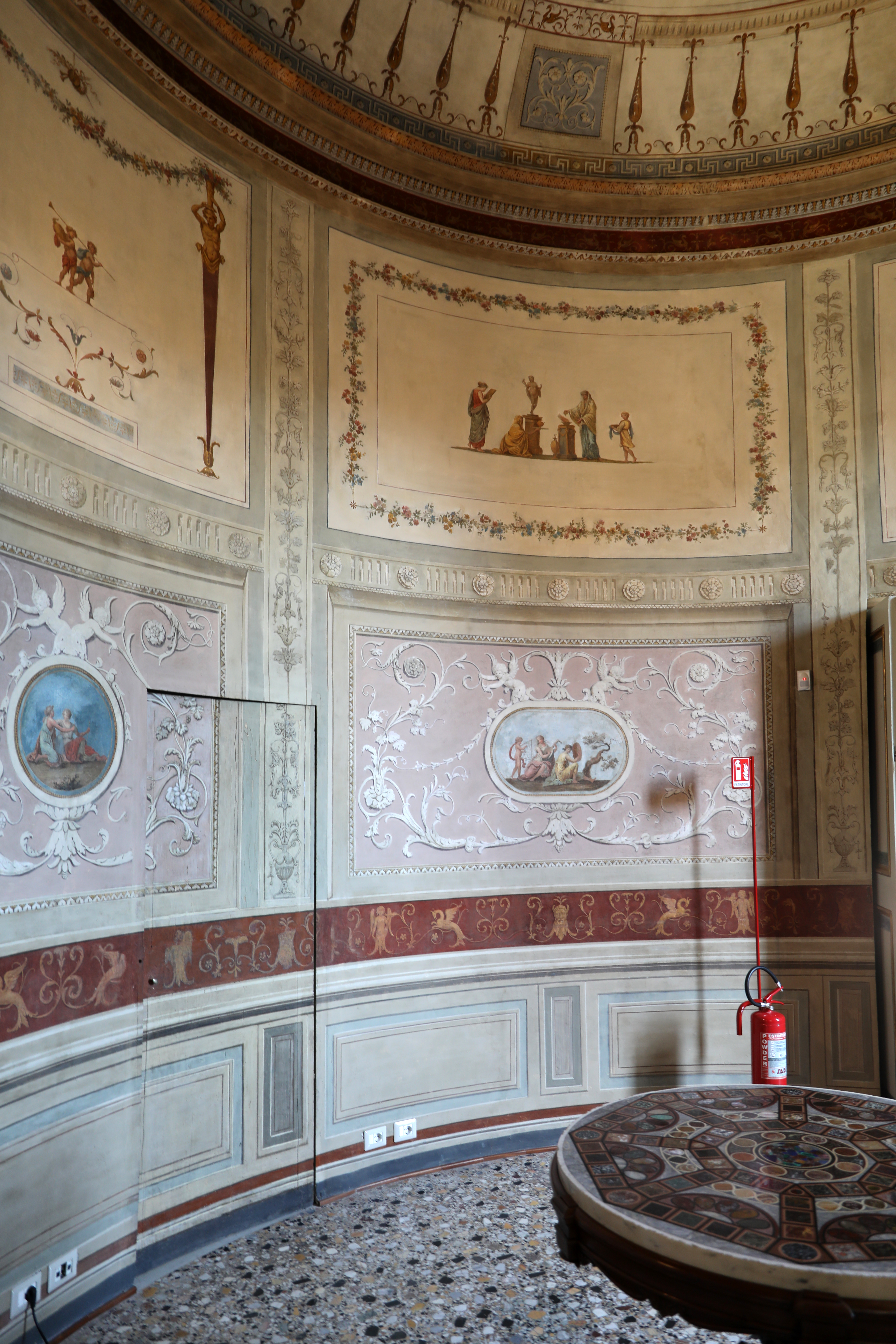
La sala ovale di Cefalo e Procri

- Antonio Muñoz, Il Museo di Roma, Roma, Governatorato di Roma, 1930.
- Autori vari, a cura di R. Leone, F. Pirani, Il Museo di Roma racconta la città. Guida breve. Roma, Gangemi, 2002.
- Antonio Muñoz, Catalogo della mostra delle opere di Bartolomeo Pinelli, Roma, Museo di Roma, aprile–maggio 1935. Tumminelli, Roma, 1935
- Autori vari, Mostra della fotografia a Roma dal 1840 al 1915, Roma, Museo di Roma, 1953. Roma, Ente Provinciale del Turismo, 1953
- Autori vari, Mostra delle novità dei musei comunali: acquisti, ritrovamenti, restauri, Roma, Museo di Roma, maggio 1954. Palombi editore, Roma, 1954
- Autori vari, Mostra delle opere donate ai musei del Comune di Roma negli anni 1951, 1952, 1953. Roma, Museo di Roma, maggio 1954. Palombi, Roma, 1954
- Autori vari, Mostra di Benedetto Pistrucci (1784-1855), Roma, Palazzo Braschi, 10 dicembre 1955 – 10 gennaio 1956. Roma, Istituto Poligrafico dello Stato, 1955
- Autori vari, Seconda mostra delle novità dei musei comunali: acquisti, doni, restauri (1955-1959), Roma, Museo di Roma, 18 – 25 ottobre 1959. Roma, Tipografia Centenari, 1959
- Autori vari, a cura di F. Pansecchi, Vedute della Campagna Romana. Incisioni e disegni donati al Museo di Roma dal barone Basile de Lemmerman, Roma, Palazzo Braschi, dicembre 1964 – gennaio 1965. Roma, De Luca, 1964
- Autori Vari. Novità dei Musei comunali: acquisti, doni, restauri 1959-1964, catalogo della mostra a cura di C. Pericoli Ridolfini, Roma, Palazzo Braschi, 1965. Roma, Istituto Grafico Tiberino, 1965
- Autori vari, Itinerario, a cura di A.M. Colini, C. Pietrangeli, C. Pericoli Ridolfini, Museo di Roma. 2ª edizione Roma, s.n., 1966
- Autori vari a cura di A. Giovanetti, G. Di Domenico Cortese, P. Hoffmann, C. Pietrangeli, Villa Borghese, Roma, Palazzo Braschi, dicembre 1966 – gennaio 1967. Roma, De Luca editore, 1966
- Autori vari, Vedute romane di Achille Pinelli (1809-1841), Roma, Palazzo Braschi, 17 giugno – luglio 1968. Roma, De Luca, 1968
- Autori vari, a cura di G. Incisa della Rocchetta, Vedute romane di Stefano Donadoni (1844-1911), catalogo della mostra Roma, Palazzo Braschi, dicembre 1972. Roma, Palombi editore, 1972
- Autori vari, a cura di M.E. Tittoni e L. Cavazzi, Roma Giacobina, Roma, Palazzo Braschi, 18 dicembre 1973 – 31 gennaio 1974. Roma, Tipografia Centenari, 1973
- G. Incisa della Rocchetta, Gregorovius, Roesler Franz e il Museo di Roma. In: "Bollettino dei Musei Comunali di Roma", № 12, 1975, da pag. 33 a pag.39
- G. Incisa della Rocchetta, Le mostre a Palazzo Braschi e il Museo di Roma. In: "L'Urbe", № 39, 1976, pagg. 1-4
- Autori vari, a cura di G. Incisa della Rocchetta, L. Cavazzi, M.E. Tittoni, R. Varoli-Piazza, Roma sparita. Mostra di disegni e acquerelli dal sec. XVI al XX dalla donazione della Contessa Anna Laetitia Pecci Blunt al Museo di Roma, Roma, Palazzo Braschi, marzo - aprile, 1976. Roma, Palombi editore, 1976
- G. Incisa della Rocchetta, Nuove schede per il catalogo delle opere di Achille Pinelli nel Museo di
- Autori vari, a cura di P. Becchetti, Roma dei fotografi al tempo di Pio IX (1846 – 1878). Fotografie da collezioni danesi e romane, , Copenaghen, Museo Thorvaldsen, 1977 - Roma, Palazzo Braschi, 1977. Roma, Multigrafica editrice, 1977
- Autori vari, a cura di G. Di Domenico Cortese e L. Barroero, Mostra delle opere del pittore Cesare Mariani (1826-1901) conservate nel Museo di Roma, Roma, Palazzo Braschi, novembre - dicembre, 1977. Roma, Palombi editore, 1977
- Autori vari, a cura di L. Cavazzi, "Fochi d'allegrezza" a Roma dal Cinquecento all'Ottocento, Roma, Palazzo Braschi, 15 settembre - 31 ottobre 1982. Roma, Quasar editore, 1982
- Autori vari, a cura di L. Cavazzi, M.E. Fittoni - Luigi Rossini incisore. Vedute di Roma 1817-1850, Roma, Palazzo Braschi, 7 aprile -15 luglio 1982. Roma, Multigrafica, 1982
- Autori vari, mostra a cura di L. Cavazzi, R. Leone, A. Margiotta, R. Piccininni, S. Tozzi, Una città di pagina in pagina. Fotografie e illustrazioni, Palazzo Braschi, gennaio-marzo 1984. Venezia, Marsilio, 1984
- Autori vari, a cura di L. Cavazzi, A. Margiotta, S. Tozzi, Piranesi e la veduta del Settecento a Roma, Roma, Palazzo Braschi – Mogliano Veneto, Villa la Marignana-Benetton, 1989. Roma, Artemide, 1989
- 0. Mazzucato, Introduzione alla ceramica medioevale del Museo di Roma. Roma, Palombi editore, 1990
- T. Pasotto, a cura di E. Kieven, Un itinerario al Museo di Roma. La ceramica. Roma, Palombi editore, 1990
- Autori vari, Architettura del Settecento a Roma nei disegni della raccolta grafica comunale, Roma, Palazzo Braschi, 24 settembre -10 novembre 1991. Roma, Carte Segrete editore, 1991
- Autori vari, a cura di L. Cavazzi, Una collezionista e mecenate romana: Anna Laetitia Pecci Blunt, 1885-1971, Roma, Palazzo Braschi, 26 novembre 1991- 6 gennaio 1992. Roma, Carte Segrete editore, 1991
- Autori vari, La fotografia a Roma dal secolo XIX. La veduta, il ritratto, l'archeologia, atti del convegno organizzato dall'Archivio Fotografico Comunale, Roma, Palazzo Braschi, 12-13 dicembre 1989. Roma, Artemide, 1991
- A. Margiotta, "Rome 1857". Un album di antiche vedute fotografiche romane. In: "Bollettino dei Musei Comunali di Roma ", № 5, 1991, pagg. 83-90
- C. Spetia, I mobili del Museo di Roma. Stili, forme, tendenze dal XV al XIX secolo. Roma, Palombi editore, 1991
- Autori vari, a cura di L. Cavazzi, R. Leone, M.G. Massafra, Incisioni romane dal 500 all'800 nella collezione Muñoz. Il catalogo informatizzato della raccolta grafica comunale, Roma, Palazzo Braschi, 27 maggio - 4 luglio 1993. Roma, Carte Segrete, 1993
- Autori vari, a cura di M.G. Massafra, Acquerelli di Achille Pinelli. Un fondo recentemente restaurato, Roma, Palazzo Braschi, 3 giugno - 31 luglio 1994. Roma, Photolaser, 1994
- Autori vari, a cura di A. Margiotta, G.B. Falda e i suoi divulgatori. Scenografie urbane di Roma barocca, Roma, Palazzo Braschi, 3 dicembre 1994 - 22 gennaio 1995. Roma, Photolaser, 1994
- Autori vari, a cura di S. Tozzi, Giuseppe Vasi incisore (1710-1782), Roma, Palazzo Braschi, 30 settembre - 20 novembre 1994. Roma, Photolaser, 1994
- Autori vari, a cura di V. Casale, L. Cavazzi, E.B. Di Gioia, R. Leone, A. Pinelli, E. Ricci, S. Susino, Per il nuovo Museo di Roma,. In: "Bollettino dei Musei Comunali di Roma", № 8, 1994, pagg. 178-185
- Autori vari, a cura di V. Casale, L. Cavazzi, E.B. Di Gioia, R. Leone, A. Pinelli, E. Ricci, S. Susino, Per il nuovo Museo di Roma,. In: "Bollettino dei Musei Comunali di Roma", № 9, 1995, pagg. 163-178
- L. Pirzio Biroli Stefanelli, "Avea il Marchese Sommariva una sua favorita idea…". Opere di incisori romani documentate nella collezione Paoletti. In: "Bollettino dei Musei Comunali di Roma", № 9, 1995, pagg. 104-116.
- Autori vari, a cura di V. Casale e L. Cavazzi, Palazzo Braschi riscopre i suoi tesori, Roma, Protomoteca Capitolina, 2 - 3 febbraio 1994. Roma, Archivio Guido Izzi, 1995
- L. Pirzio Biroli Stefanelli, Opere di Benedetto Pistrucci nel Museo di Roma. Roma, Palombi, 1995
- Autori vari, Kissner & Roma. Un fondo bibliografico informatizzato del Gabinetto Comunale delle Stampe (sec. XVI - XIX), Roma, Palazzo Braschi, 29 marzo – 2 giugno 1996. Roma, Artemide editrice, 1996
- L. Pirzio Biroli Stefanelli, "Avea il Marchese Sommariva una sua favorita idea…". Le incisioni di Giovanni Beltrami. In: "Bollettino dei Musei Comunali di Roma", № 11, 1997, pagg. 111-131
- Piranesi and the XVIII century view of Rome, a cura di L. Cavazzi, A. Margiotta, S. Tozzi. Roma, Artemide, 1998 (Traduzione in inglese del catalogo della mostra tenuta a Roma, Palazzo Braschi e a Mogliano Veneto nel 1989)
- M.E. Tittoni, L'alcova a Palazzo Braschi: dalla dispersione all'acquisizione nelle collezioni del Museo di Roma, in "Filippo Bigioli e la cultura neoclassico-romantica fra le Marche e Roma", catalogo della mostra a cura di G. Piantoni, San Severino Marche, Palazzo di Città, 18 luglio-11 ottobre 1998. Roma, De Luca, 1998, pagg. 44-48
- Autori vari, a cura di H. Hager, Carlo Fontana: L'anfiteatro Flavio. Edizione anastatica del manoscritto nel Museo di Roma, Roma, Gangemi, 2002
- F. Del Prete, Il fondo fotografico del piano regolatore di Roma 1883. La visione trasformata. Roma, Gangemi, 2002
- E.B. Di Gioia, Le collezioni di scultura del Museo di Roma: il Seicento. Roma, Campisano, 2002
- Autori vari, a cura di R. Leone, F. Pirani, M.E. Tittoni, S. Tozzi, Il Museo di Roma racconta la città, Roma, Palazzo Braschi, 4 maggio 2002. Roma, Gangemi, 2002
- Autori vari, a cura di Sergio Guarino, Maria Elisa Tittoni, Simonetta Tozzi "... Il fin la maraviglia". Splendori di Corte e scena urbana tra Sei e Settecento dalle collezioni del Museo di Roma, (Torino, Fondazione Pietro Accorsi, 25 marzo - 3 luglio 2005). Torino, Omega Arte, 2005